# La giostra dei criceti
La giostra dei criceti è un romanzo di Antonio Manzini pubblicato da Einaudi e nel 2017 pubblicato di nuovo da Sellerio.

## Trama
Renè, Franco, Cinese e Cencio hanno organizzato una rapina in banca. Ma durante la rapina qualcosa va storto. Renè viene catturato da dei falsi carabinieri, che gli fanno credere che Franco e Cinese sono morti mentre Cencio è scappato con il bottino. 
Diego è un impiegato dell'INPS che viene coinvolto in un'operazione dal ministero del tesoro per risolvere il problema delle pensioni. In questa operazione sono coinvolte diverse personalità, tre le quali il direttore dell'ufficio INPS dell'EUR, Augusto Toti.
Cencio nasconde il bottino a casa della nonna, Adele, ma Diego se ne impossessa. Franco comincia a cercare l'uomo che gli ha sottratto il bottino, mentre si rende conto che qualcuno lo ha tradito.